# Гильдунин, Борис Константинович
Бори́с Константи́нович Гильду́нин (1916—1989) — полковник Советской Армии, участник Великой Отечественной войны, Герой Советского Союза (1943).

## Биография
Борис Гильдунин родился 2 марта 1916 года в станице Гривенская (ныне — Калининский район Краснодарского края) в семье служащего. В 1939 году окончил Черкасский индустриальный институт, после чего работал инженером-строителем в городе Медвежьегорске Карельской АССР. В том же году был призван на службу в Рабоче-крестьянскую Красную Армию. Служил в инженерных войсках. С июля 1942 года — на фронтах Великой Отечественной войны. К сентябрю 1943 года гвардии старший лейтенант Борис Гильдунин командовал 89-м гвардейским отдельным сапёрным батальоном 78-й гвардейской стрелковой дивизии 7-й гвардейской армии Степного фронта. Отличился во время битвы за Днепр.
Находясь в боевых порядках 225-го гвардейского стрелкового полка, Гильдунин организовал сбор подручных материалов для строительства переправы. К рассвету 25 сентября 1943 года благодаря умелому управлению Гильдуниным своим батальоном весь полк был успешно переправлен через Днепр в районе села Домоткань Верхнеднепровского района Днепропетровской области Украинской ССР.
Указом Президиума Верховного Совета СССР от 26 октября 1943 года за «образцовое выполнение боевых заданий командования на фронте борьбы с немецкими захватчиками и проявленные при этом мужество и героизм» гвардии старший лейтенант Борис Гильдунин был удостоен высокого звания Героя Советского Союза с вручением ордена Ленина и медали «Золотая Звезда» за номером 1367.
После окончания войны Гильдунин продолжил службу в Советской Армии. В 1954 году он окончил Военно-инженерную академию. В 1965 году в звании полковника он был уволен в запас. Проживал в Москве, до выхода на пенсию работал во Всесоюзном заочном инженерно-строительном институте, был доцентом кафедры строительного производства. Скончался 6 августа 1989 года, похоронен на Митинском кладбище Москвы.
Был также награждён тремя орденами Красного Знамени, двумя орденами Отечественной войны 1-й степени, двумя орденами Красной Звезды, а также рядом медалей.